# Americano (cocktail)
Pour les articles homonymes, voir Americano.
L'americano est un cocktail à base de Campari, de vermouth rouge doux et de club soda.
Il est servi, avec des glaçons, décoré d'une tranche d'orange.

## Historique
Dès les années 1860, les touristes américains avaient pris l'habitude de fortifier leurs vermouths avec un trait de bitter. Cette habitude donna naissance à des vermouths agrémentés de bitter prêt à boire, sous le nom de vermouth Americano.
Il est attesté dès 1889 que les Italiens avaient l'habitude de mélanger amer et vermouth, et d'agrémenter le tout de glace et d'eau gazeuse.
Le Fernet-Branca a été premièrement l'amer de choix pour ces mélanges mais probablement grâce l'impulsion du Campari-vermouth (ou Milano Torino (it)), le Campari a fini par s'imposer dans la recette finale.

## Recette
Recette
- 3 cl de vermouth italien
- 3 cl de campari
- club soda (eau gazeuse neutre)

Verser les ingrédients dans un old fashioned (voir Verre old fashioned) rempli de glace, verser et compléter avec de l'eau gazeuse. Mélanger. 
Garnir d'une 1/2 tranche d'orange et d'un zeste de citron.

## Caractéristiques
- Type : Apéritif / avant-dîner
- Catégorie : long drink
- Composition : 1/2 de bitter Campari, 1/2 de Martini rouge.
- En CHR (café, hôtel, restaurant) : 1/2 Campari, 1/2 Martini rouge
- Degré alcoolique : 8-13 %
- Goût : amer
- Couleur : rouge ambré

## Sources
- Source et histoire complète de l'Americano